# John Sjöstrand

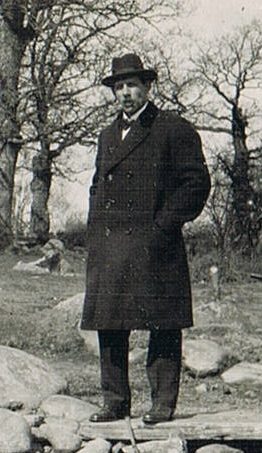
John Sjöstrand på Stensö 1920

John Sjöstrand, född 29 augusti 1875, död 30 juni 1948 i Kalmar, var en svensk tecknare, målare och kakelmålare.
Han föddes i Stockholm med okända föräldrar och kom till Kalmar som fosterbarn. Han arbetade först som tabetfabriksarbetare. Han var gift med Maria Sjöstrand. Han var från sekelskiftet verksam som kakelarbetare och avancerade senare till kakelmålare vid Sandbäcks kakelfabrik i Kalmar. Han utbildade sig vid företaget till en skicklig fajansmålare och var verksam vid företaget i över tre decennier. Därefter ägnade han sig helt åt fri konstnärlig verksamhet och medverkade som tecknare i dagspressen med ett stort antal teckningar med stadsmotiv och äldre segelfartyg. Ett antal av hans teckningar samlades och utgavs i boktrycken Kalmarbilder 1925, Gamla Kalmarbilder 1927–1940 och Det Kalmar som gått och går. Hans teckningar i dessa böcker är huvudsakligen av lokalt kulturhistoriskt intresse och är som konstverk föga framstående. Bland hans offentliga arbeten märks dekorationsmålningar i Odd Fellows lokaler samt den numera försvunna Christoffersalen på gamla hotell Witt i Kalmar. Han medverkade i olika samlingsutställningar i Kalmar. Sjöstrand är representerad vid bland annat Kalmar konstmuseum och Kalmar läns museum.

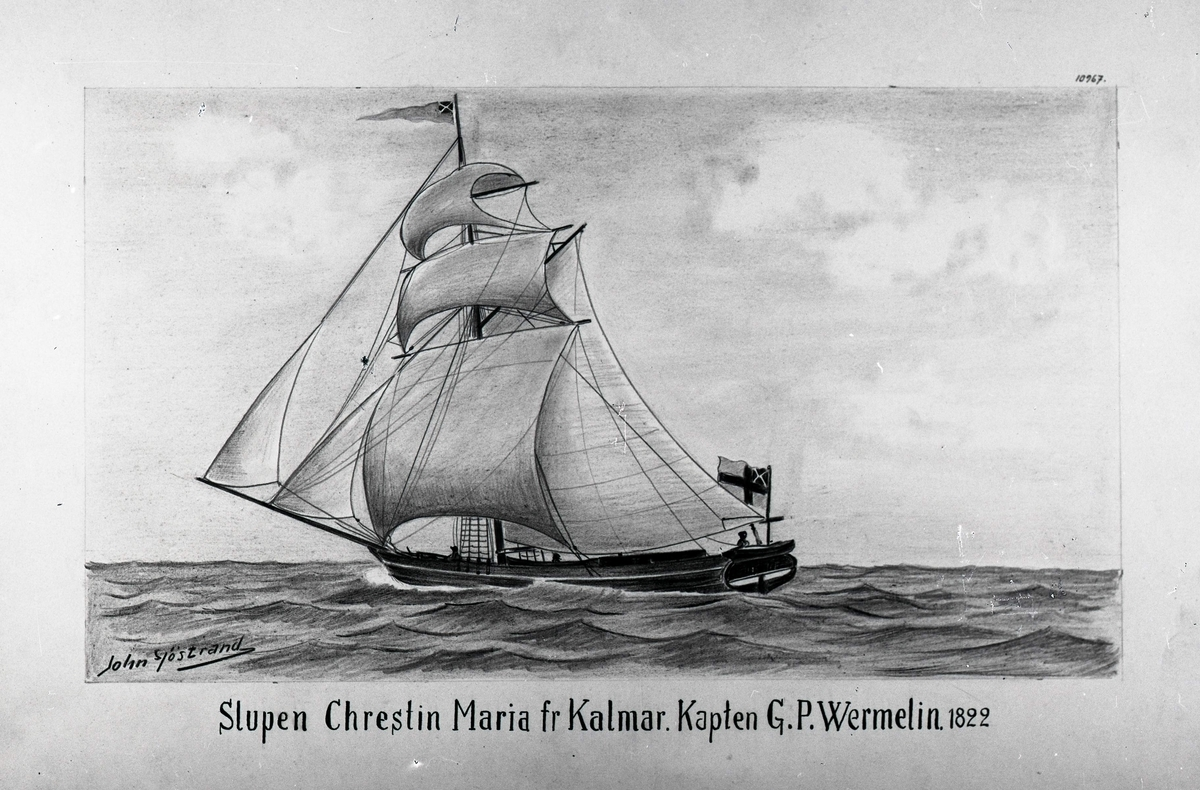
Slupen Kristin Maria, 1822
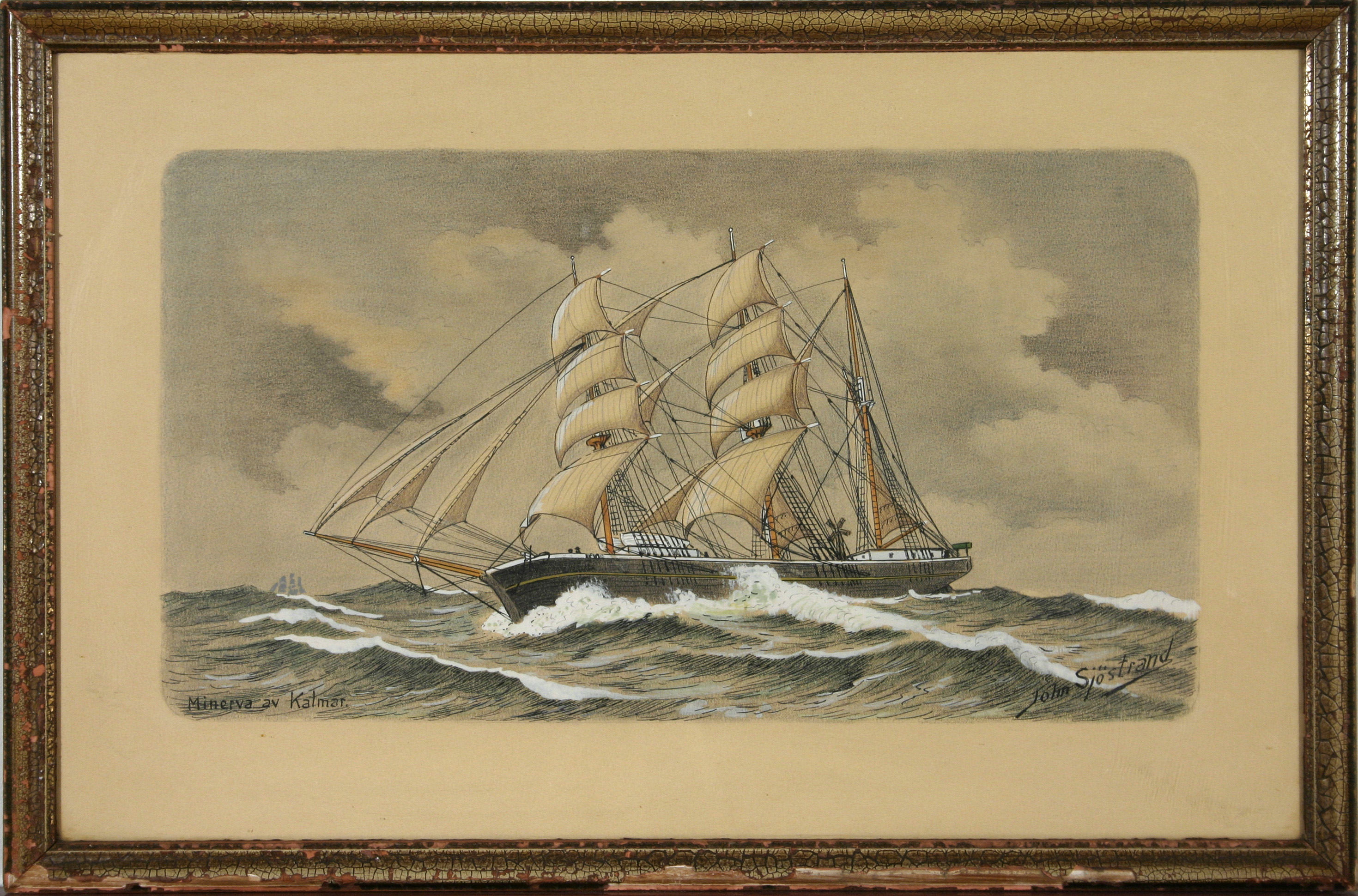